# Renault Type SO
Der Renault Type SO war ein Personenkraftwagenmodell der Zwischenkriegszeit von Renault. Er wurde auch 8 CV genannt.

## Beschreibung
Die nationale Zulassungsbehörde erteilte am 27. Juni 1928 seine Zulassung. Das Modell stellte eine Variante des Renault Monasix dar. Es gab weder Vorgänger noch Nachfolger. 1929 endete die Produktion.
Der wassergekühlte Sechszylindermotor mit 58 mm Bohrung und 93 mm Hub hatte 1474 cm³ Hubraum. Die Motorleistung wurde über eine Kardanwelle an die Hinterachse geleitet. Die Höchstgeschwindigkeit war je nach Übersetzung mit 40 km/h bis 53 km/h angegeben.
Bei einem Radstand von 265 cm und einer Spurweite von 130 cm war das Fahrzeug 370 cm lang und entweder 145 cm oder 155 cm breit. Das Fahrzeug hatte keine Stoßstangen. Der Wendekreis war mit 11 Metern angegeben. Das Fahrgestell wog 650 kg, das Komplettfahrzeug 1350 kg. Überliefert ist nur Landaulet.
Die Pariser Taxi-Gesellschaft Compagnie Générale des Voitures à Paris (G 3) setzte das Fahrzeug als Taxi ein.